# FC Viktoria Otrokovice
Football Club Viktoria Otrokovice w skrócie FC Viktoria Otrokovice – czeski klub piłkarski, grający w IV lidze czeskiej, mający siedzibę w mieście Otrokovice.

## Historia
Klub został założony w 1928 roku. Przez lata grał w niższych ligach Czechosłowacji. Po rozpadzie Czechosłowacji grywał głównie w czwartej i piątej lidze czeskiej. W sezonie 2014/2015 po raz pierwszy awansował do Moravskoslezskej fotbalovej ligi.

## Historyczne nazwy
- 1928 – SK Viktoria Kvítkovice (Sportovní klub Viktoria Kvítkovice)
- 1949 – ZSJ ČSSZ Gottwaldov (Závodní sokolská jednota Československé stavební závody Gottwaldov)
- 1951 – ZSJ PS Gottwaldov (Závodní sokolská jednota Pozemní stavby Gottwaldov)
- 1953 – DSO Tatran Gottwaldov (Dobrovolná sportovní organisace Tatran Gottwaldov)
- 1957 – TJ Tatran Gottwaldov (Tělovýchovná jednota Tatran Gottwaldov)
- 1958 – TJ Sokol Kvítkovice (Tělovýchovná jednota Sokol Kvítkovice)
- 1960 – TJ Moravan Kvítkovice (Tělovýchovná jednota Moravan Kvítkovice)
- 1961 – TJ Moravan Otrokovice (Tělovýchovná jednota Moravan Otrokovice)
- 1993 – FC Viktoria Otrokovice (Football Club Viktoria Otrokovice)

## Stadion
Domowe mecze klub rozgrywa na stadionie o nazwie Sportovní areál Trávníky, położonym w mieście Otrokovice. Stadion może pomieścić 2000 widzów.